# Major Sales
Major Sales là một đô thị thuộc bang Rio Grande do Norte, Brasil. Đô thị này có diện tích 31,971 km², dân số năm 2007 là 3095 người, mật độ 96,8 người/km².